# Katedra w Nevers
Katedra świętych Cyryka i Julity w Nevers (fr. Cathédrale Saint-Cyr-et-Sainte-Julitte de Nevers) – świątynia katolicka zbudowana w XI wieku w Nevers, a później przebudowywana do XVI wieku, stąd łączy wiele stylów architektonicznych.
Chóry wschodni i zachodni zbudowane są w stylu nadreńskiego romanizmu. Chór zachodni dodatkowo zdobią barwne freski z XII wieku. W krypcie natomiast znajduje się znane malowidło Złożenie do grobu (początek XVI wieku).